# 99
99 је била проста година.

## Догађаји
- Цар Трајан се вратио у Рим са својих похода.
- Изасланици Кушанског царства стижу у Рим.

### Август
- 29. август – Написан је Папирус Оксиринус 581, који бележи продају робиње.